# 346 هـ
346 هـ هي سنة في التقويم الهجري امتدت مقابلةً في التقويم الميلادي بين سنتي 957 و958.

## مواليد
- محمد بن بريك

## وفيات
- أبو العباس الأصم
- أبو بكر بن داسة
- ابن الوزان القيرواني

- عام 346 هـ الموافق حوالي 957 م توفي المؤرخ والرحالة أبو الحسن علي بن الحسين بن علي المسعودي المعتزلي الشافعي، الملقب بهردوت العرب.
- أبو الحسن النيسابوري